# Per Holten-Andersen
Per Holten-Andersen (født 22. december 1952 i Singapore) er en dansk forstkandidat og tidligere rektor for Den Kongelige Veterinær- og Landbohøjskole og Copenhagen Business School.
Holten-Andersen er søn af underdirektør i ØK Carl Frederik Løding Holten-Andersen. Han blev student fra Birkerød Statsskole i 1971 og efterfølgende uddannet cand.silv. fra Den Kongelige Veterinær- og Landbohøjskole i 1979, HD i finansiering og kreditvæsen fra Handelshøjskolen i København i 1984 samt ph.d. i 1990 på afhandlingen Inflation and Taxation in Forest Economics.
Som nyuddannet arbejdede han 1989-1990 i USA som konsulent for danske virksomheder, som ville investere i amerikansk skovbrug. Hjemvendt blev han i 1990 adjunkt på Den Kongelige Veterinær- og Landbohøjskole, fra 1994 lektor og fra 1999 leder af Institut for Økonomi, Skov og Landskab.
Fra 2002 til 2019 havde Per Holten-Andersen ledende stillinger i uddannelsessektoren. Først som rektor for Den Kongelige Veterinær- og Landbohøjskole og fra dennes fusion med Københavns Universitet i 2007 dekan for det nyoprettede biovidenskabelige fakultet. Fra 2012 var han rektor for Copenhagen Business School frem til sin pensionering.
Siden 2019 har han været ridder af 1. grad af Dannebrogordenen.